# Arrondissement di Castres
L'arrondissement di Castres è una suddivisione amministrativa francese, situata nel dipartimento di Tarn e nella regione dell'Occitania.

## Composizione
L'arrondissement di Castres raggruppa 154 comuni in 23 cantoni:
- cantone di Anglès
- cantone di Brassac
- cantone di Castres-Est
- cantone di Castres-Nord
- cantone di Castres-Ovest
- cantone di Castres-Sud
- cantone di Cuq-Toulza
- cantone di Dourgne
- cantone di Graulhet
- cantone di Labruguière
- cantone di Lacaune
- cantone di Lautrec
- cantone di Lavaur
- cantone di Mazamet-Nord-Est
- cantone di Mazamet-Sud-Ovest
- cantone di Montredon-Labessonnié
- cantone di Murat-sur-Vèbre
- cantone di Puylaurens
- cantone di Roquecourbe
- cantone di Saint-Amans-Soult
- cantone di Saint-Paul-Cap-de-Joux
- cantone di Vabre
- cantone di Vielmur-sur-Agout